# Notaden bennettii
A Notaden bennettii a kétéltűek (Amphibia) osztályába, a békák (Anura) rendjébe, a mocsárjáróbéka-félék (Limnodynastidae) családjába, ezen belül a Notaden nembe tartozó faj.

## Előfordulása
Ausztráliában, Új-Dél-Wales középső részén, valamint Queensland déli vidékén a Nagy-Vízválasztó-hegységtől nyugatra élnek, fekete talajú síkságokon, ártereken, félszáraz, füves területeken.
Elterjedési területét 615 100 m2-re becsülik.

## Megjelenése
Teste zömök, hossza maximum 7 cm. Figyelemfelhívó, élénksárga, vagy sárgászöld alapszínén fekete, barna, piros színezettel keresztminta látható. Hasa fehér színű, a hímeknek barna a torka. Bőre szemölcsös, ragadós anyag kiválasztására képes. 
Orra lapos, szempupillája fekete színű, vízszintes, majdnem kerek, írisze aranyszínű. Végtagjai rövidek, elülső ujjai nem hártyásak, a hátsókon is csak igen kevés hártya található. Lábain nincsenek tapadókorongok.

## Életmódja
Életének nagy részét 2-3 méterrel a föld alatt, alvó állapotban tölti, csak nagy esőzések idején, mikor a víz leszivárog a talaj mélyebb rétegeibe is, ássa ki magát, hogy táplálkozni és szaporodni tudjon. A meleg beálltával ismét visszatér a föld alá, a testéből kiválasztott anyagból egy burkot von maga köré, így védve meg magát a kiszáradástól, álomba merül, ami ha kedvezőtlen az időjárás, akár egy évig is eltarthat. A következő esőzés alkalmával, mikor a víz mélyre leszivárog, a békán lévő védőréteg megrepedezik, leválik, amit a béka elfogyaszt, ebből nyerve energiát a felszínre való ásáshoz. Az esőzések idején a környezet gazdag táplálékban, mind a kifejlett példányok, mind az ebihalak számára. Szúnyoglárvákat, bogarakat, termeszeket, hangyákat stb., mindent megesznek ami az útjukba kerül.
Legaktívabbak ősszel és télen, a legtöbb példány februárban látható.
Nincs szükségük elrejtőzni, veszélyességükre élénk színezetük figyelmezteti a ragadozókat, de ha valaki megpróbálná mégis elfogyasztani őket, undorító, rossz ízű, ragacsos anyagot választ ki a bőrük, mely végképp meghátrálásra készteti a támadót.
Számos rovar is megpróbál kiharapni a béka testéből egy darabot, de a szájszervük, lábaik beleragadnak a kiválasztott anyagba, nem tudnak szabadulni, később pedig őket fogyasztja el a béka.

## Szaporodása
A nagy esőzések beálltával a föld alatt dermedten pihenő békák mozgolódni kezdenek. Első táplálékként a testük köré vont burkot fogyasztják el, majd elkezdik kiásni magukat a felszínre. Az útjukba kerülő rovarokat még elfogyasztják, de az egyetlen céljuk, hogy minél hamarabb elérjék a közeli, az eső által keletkezett mélyedésekben összegyűlt esővízzel teli ideiglenes elárasztott területeket a párzáshoz. A szaporodás (kizárólag a heves esőzések után) tavasztól őszig tart.
A hím békák jönnek a felszínre először, ők is érik el elsőként a vizet, ahová nem ugrálva, hanem "kocogva" érkeznek, és szétterpesztett lábakkal lebegve a vízben, hosszan elnyúló "hoooo" hangot hallatva hívják magukhoz a nőstényeket.
A kutatók megfigyelték, hogy a testük által előállított ragasztóanyagot arra is használják, hogy a hím békák a tőlük nagyobb nőstények hátán rögzítsék magukat, így biztosítva számukra a biztos párzást.
A petéket a nőstény fürtökben rakja le, amiket a hím megtermékenyít, majd mindkét szülő magára hagyja őket, azokról nem gondoskodnak. Az ebihalak rézszínűek, hosszuk az 5 cm-t is elérheti. 
A petékből körülbelül másfél hónap alatt fejlődnek ki a békák.

## Veszélyeztetettsége
A Vörös listán a legkevésbé veszélyeztetett fajok közé tartozik.
A legnagyobb veszélyt az élőhelyének elvesztése a földek megművelésével és a klímaváltozás jelenti, valamint egy inváziós faj, az óriásvarangy Ausztráliába való szándékos betelepítése a nádbogarak ellen.
A kutatók megpróbálták fogságban is szaporítani ezt a békafajt, de nem jártak sikerrel. Arra a következtetésre jutottak, hogy nem elég a víz, hanem a békáknak szükségük van a viharral járó hanghatásokra is, ettől kapnak kedvet a párzásra.

## Hasonló fajok
Nincs más hozzá hasonló faj.

## Különlegessége
A tudósok kísérleteket folytatnak a béka hátából kiválasztott anyaggal, mint az élő testben felhasználható ragasztóanyaggal, mert erősebbnek bizonyult az eddig piacon lévő bármely orvosi ragasztónál és víz, vagy egyéb folyadék alatt is tökéletesen rögzít.
Pár másodperc alatt megkeményedik és a jelenlegi fehérjealapú műtéti ragasztóknál ötször nagyobb a szakítószilárdsága.
Ausztrál kutatók juhok csonttörését és porcleválását rögzítették vele. 
Azt találták, hogy az anyag nagyon gyorsan megszilárdult, és a nedves körülmények között is jól tapadt a csontra, a rugalmas és porózus szerkezetének köszönhetően átengedte a gázokat és a tápanyagokat, ami gyorsabb gyógyulást eredményezett. Az anyag semmilyen összetevője nem mérgező, így akár tökéletes orvosi ragasztó is lehet belőle.
A tudósok beazonosították a ragasztó kulcsfontosságú összetevőjét, és ennek a fehérjének egy géntechnológiával módosított változatát próbálják kifejleszteni.